# Kowalewice (województwo pomorskie)
Kowalewice (kaszub. Kòwôlewice) – wieś w Polsce położona na pograniczu Pojezierza Bytowskiego i Wysoczyzny Polanowskiej, w województwie pomorskim, w powiecie bytowskim, w gminie Miastko
Wieś położona przy  drodze krajowej nr 21, wchodzi w skład sołectwa Okunino-Kowalewice.
W latach 1975–1998 miejscowość administracyjnie należała do województwa słupskiego.